# Geallieerde bezettingszones in Oostenrijk

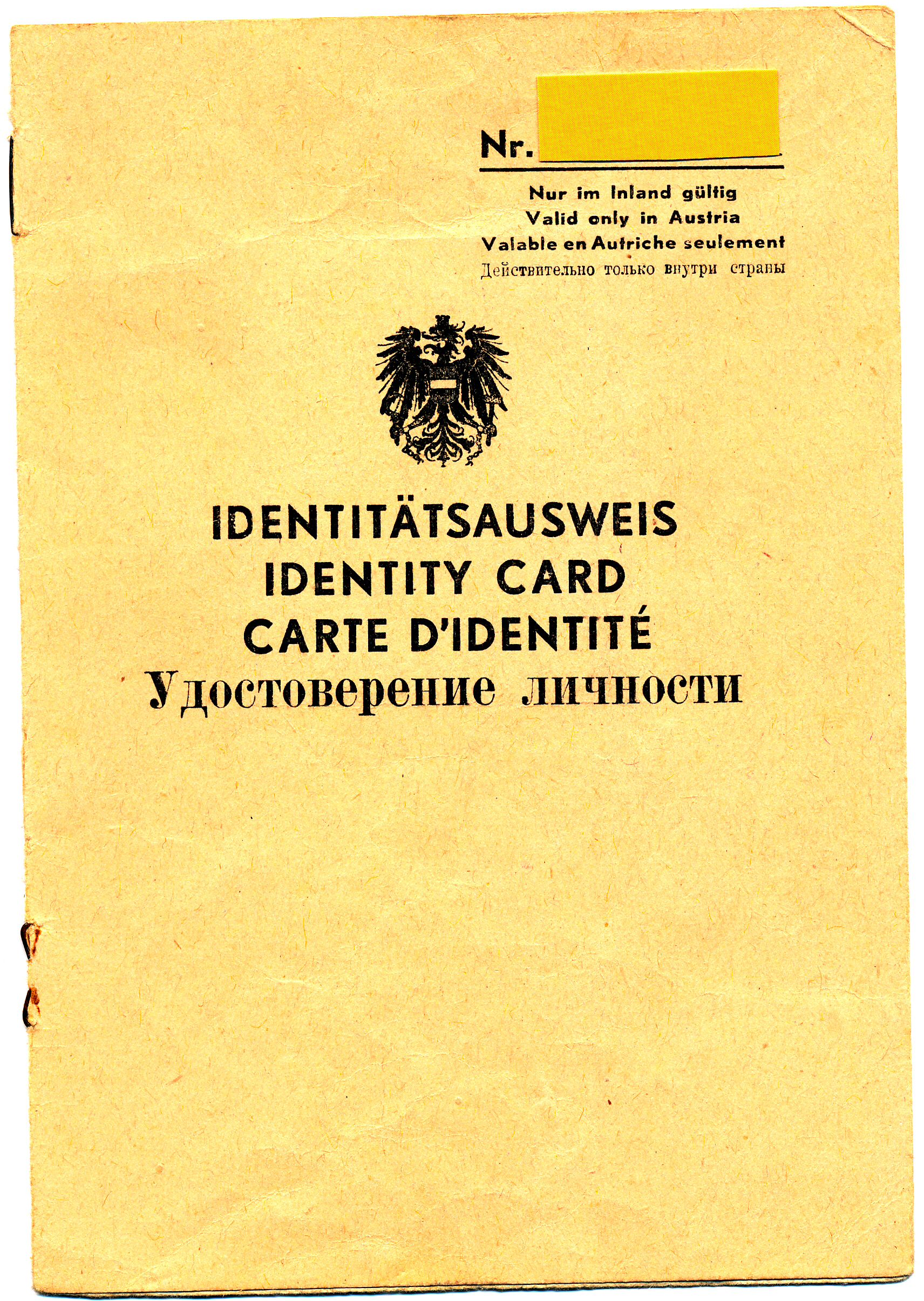
identiteitskaart (1950)

Oostenrijk, de Donau- und Alpengaue van het Derde Rijk, werd na de Tweede Wereldoorlog van 1945 tot 1955 bezet door de vier geallieerde mogendheden. Het land werd opgedeeld in vier bezettingszones.

## Bezettingszones in Oostenrijk
De bezettingszones en het gemeenschappelijk bestuur van de stad Wenen werden op 4 juli 1945 vastgesteld in de eerste geallieerde controleovereenkomst. De globale verdeling had echter al eerder, bij het Verdrag van Moskou van 30 oktober 1943, plaatsgevonden. Op dit verdrag werden enkele wijzigingen aangebracht, toen Frankrijk als vierde bezettingsmacht werd toegevoegd.
Waarschijnlijk was de geplande verdeling van Oostenrijk bij de Wehrmacht en de SS al bekend aangezien al in januari 1945 talrijke nazi's zich vestigden in de later door de Amerikanen bezette Salzkammergut.
De bezettingszones bestonden, met uitzondering van Wenen, uit:
- Sovjetzone: Burgenland, Neder-Oostenrijk, Opper-Oostenrijk ten noorden van de Donau (Mühlviertel) en ten oosten van de rivier de Enns
- Amerikaanse zone: Opper-Oostenrijk ten zuiden van de Donau en ten westen van de Enns, Salzburger Land, en de Salzkammergut in Stiermarken
- Britse zone: Karinthië, Oost-Tirol, Stiermarken met uitzondering van de Salzkammergut
- Franse zone: Noord-Tirol en Vorarlberg

Om van de ene zone naar de andere te reizen had men een geallieerde identiteitskaart nodig. Deze was moeilijk te krijgen en moest voorzien zijn van elf verschillende stempels. In juli 1954 werden deze controles opgeheven.

## Bezettingszones in Wenen
Wenen werd oorspronkelijk, net als Berlijn, door de Sovjet-Unie bezet. Pas na de Conferentie van Potsdam in augustus 1945 kwamen ook andere geallieerde troepen naar de hoofdstad. Hierbij werd de stad verdeeld in vier zones. De hoofdkwartieren van de verschillende bezettingsmachten waren gevestigd in Schloss Schönbrunn (Britten), de Oostenrijkse centrale bank (Amerikanen), hotel Kummer (Fransen) en in Baden bei Wien, net buiten Wenen (Sovjet-Unie).
Bij de afbakening van de sectorgrenzen werd uitgegaan van de Weense gemeentegrenzen uit 1937, vóór de oprichting van het zogenaamde Groot-Wenen. De districten werden als volgt verdeeld:
- Internationale zone (elke maand afwisselend door de vier machten): 1e district (binnenstad van Wenen);
- Verenigde Staten: districten 7, 8, 9, 17, 18 en 19;
- Groot-Brittannië: districten 3, 5, 11, 12 en 13;
- Frankrijk: districten 6, 14, 15 en 16;
- Sovjet-Unie: districten 2, 4, 10, 20, 21 en 22.

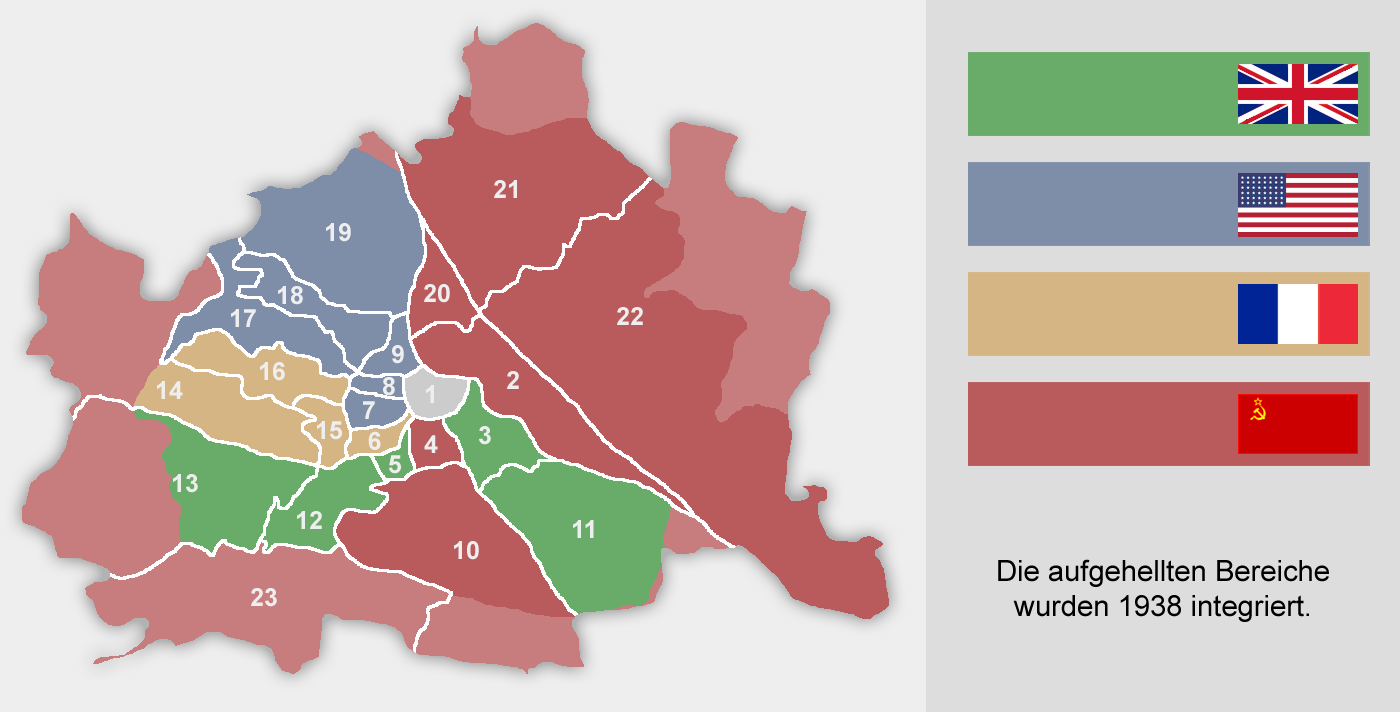
De bezettingszones in Wenen

De zonegrenzen waren weliswaar duidelijk aangegeven, maar reizen tussen de verschillende zones was wel mogelijk. De saamhorigheid van de vier machten moest in de politie tot uitdrukking komen, waar van iedere bezetter één soldaat bij een patrouille hoorde. Dit mislukte echter, wat tot gevolg had dat Wenen het centrum van de spionage tussen de vier landen werd. Geïnspireerd door dit thema werden de speelfilms De derde man en Die Vier im Jeep gemaakt.

## Verhouding tot de bezetters
Waar de geallieerden in eerste instantie als bevrijders werden onthaald, ontstonden later spanningen tussen de bevolking en de bezettingsmachten. Reden hiervoor was de grote aanhang van het nationaalsocialisme onder de Oostenrijkse bevolking. Er was grote onzekerheid over de toekomst en angst voor een communistische overheersing. Het aantal zelfmoorden was direct na de oorlog groot.
In de Russische zone werden nazi's opgepakt en in Siberië geïnterneerd. Vaak werden de achterblijvers hierover in het ongewisse gelaten. Omdat de wederopbouw voorrang kreeg en primaire levensbehoeften als voedsel, water, nutsvoorzieningen en transport veiliggesteld moesten worden, werden hier zogenoemde 'minderbelasten' voor ingezet. Hierdoor ontstond de situatie dat ambtenaren en officieren, die eerder het naziregime hadden ondersteund, een plaats kregen in de nieuwe overheidsinstellingen.
De spanning onder de bevolking steeg ten tijde van de Blokkade van Berlijn. Een luchtbrug van de geallieerden, zoals naar Berlijn, was voor Wenen onmogelijk. De beide luchthavens van de stad lagen in Sovjetgebied. Daarom werden eenvoudige start- en landingsbanen in Heiligenstadt en voor Paleis Schönbrunn aangelegd. Hier konden kleine vliegtuigen landen. Een volledige luchtbrug voor aanvoer van alle levensbehoeften was niet mogelijk.
Heel Oostenrijk, dus ook de delen die bezet waren door de Sovjet-Unie, kreeg Marshallhulp van de Verenigde Staten. Hierdoor ging het economisch steeds beter, het eerste jaar steeg het nationaal inkomen zelfs met 14%.

## Bestuur

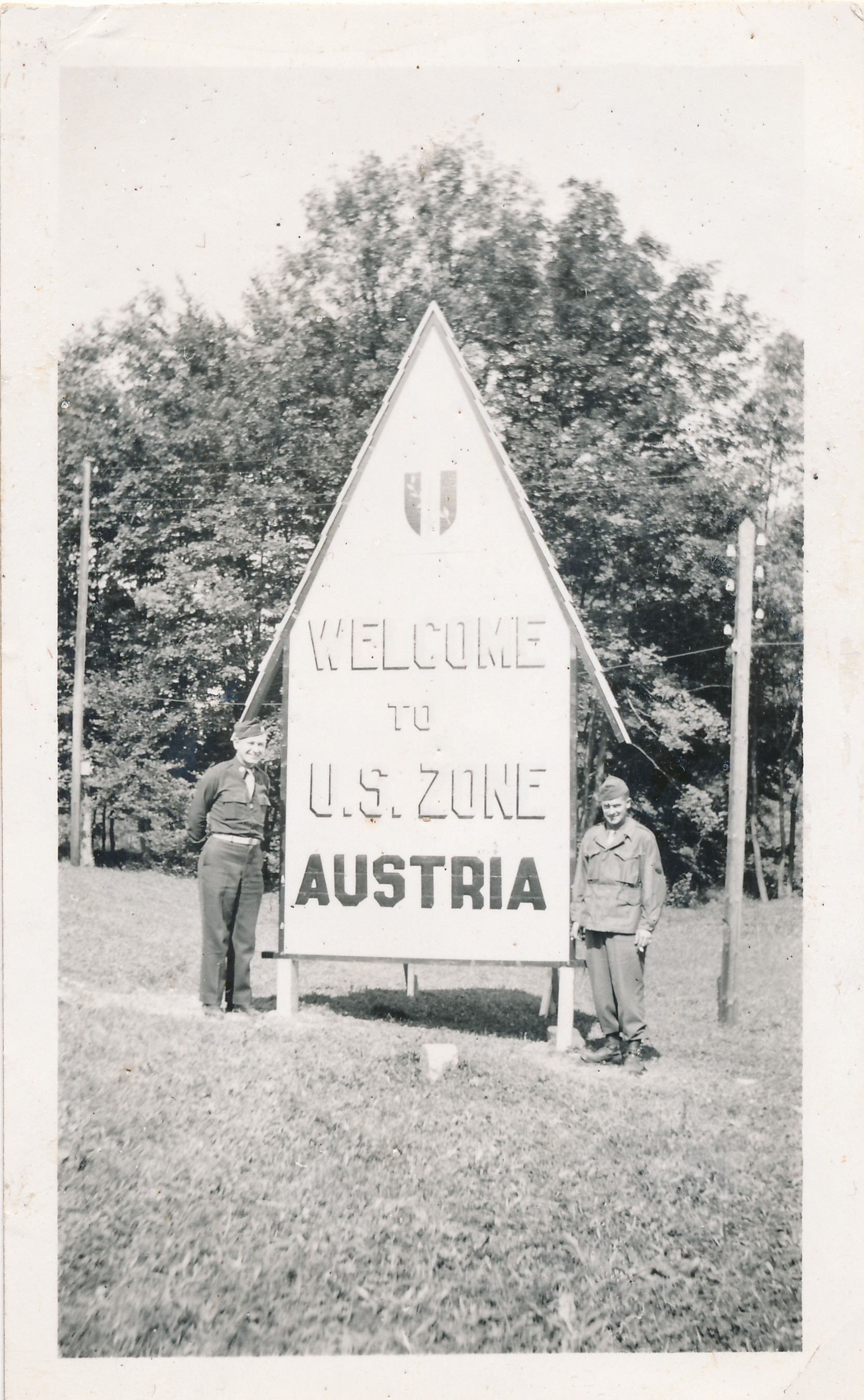
Bord bij zonegrens

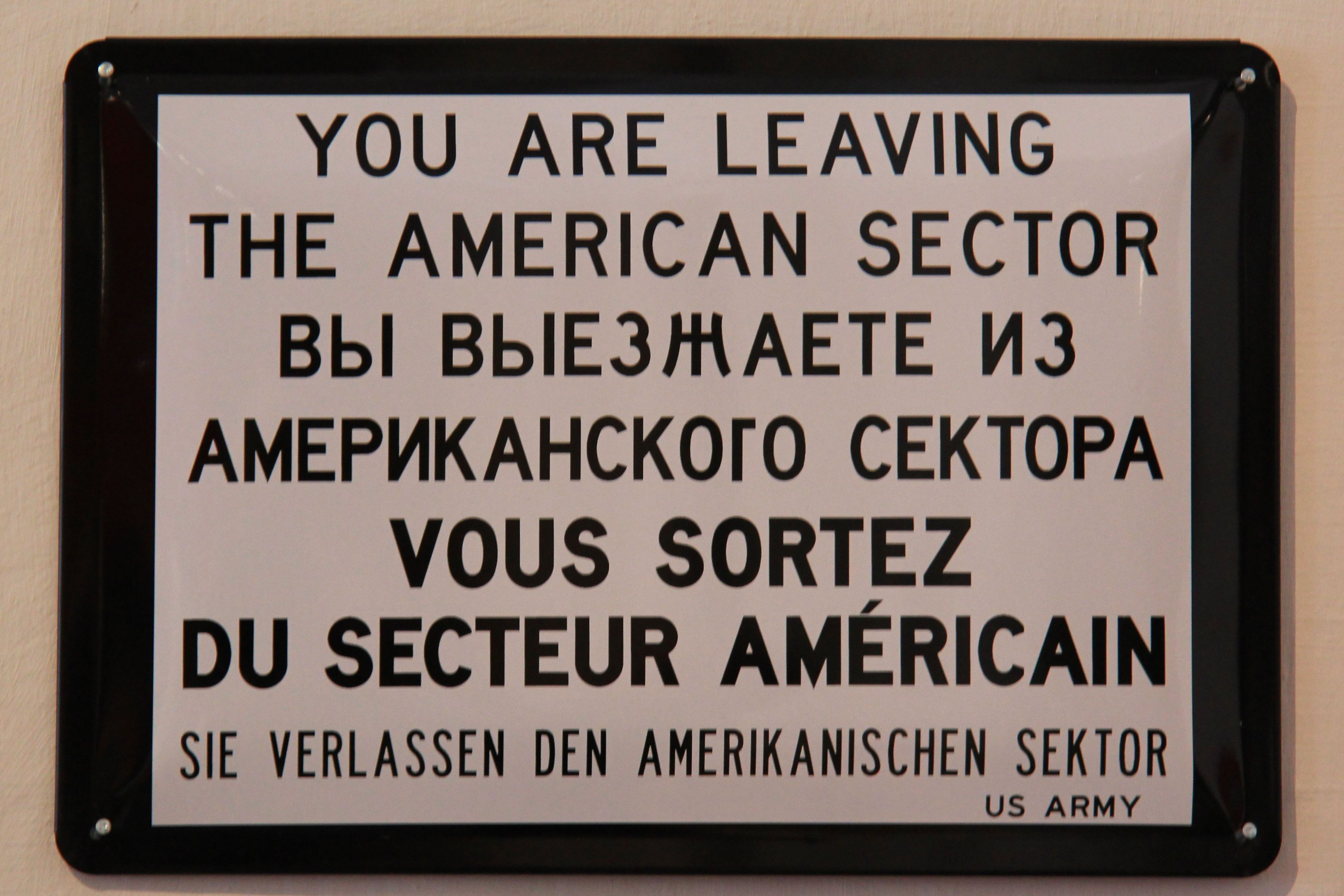
Zonebord in Wenen

### Eerste Geallieerde Controle-overeenkomst
Het grootste deel van Oostenrijk werd in april 1945 door het Sovjetleger bevrijd. Vanaf september 1945 kwamen de legers van de Verenigde Staten, Groot-Brittannië en Frankrijk die de plaats van de Sovjet-Unie in hun zone overnamen. Maar ze hadden de soevereiniteit over hun eigen bezettingszone al gekregen op 4 juli 1945 bij de eerste geallieerde controle-overeenkomst (Erste Kontrollabkommen). Hier richtten de geallieerden ook de geallieerde commissie op.
De geallieerde commissie bestond uit drie onderdelen. De raad bestond uit hoge militaire commissarissen van de bezettingsmachten en zij besloten over zaken die golden voor heel Oostenrijk. Een ander deel was het uitvoerend comité, dit bestond uit hoge militaire functionarissen en zij hielden toezicht op de uitvoer van de plannen van de geallieerde raad. Het derde en laatste deel waren de Stäben, een soort ministeries. Al deze Stäben hadden een ander aandachtsgebied onder zich, bijvoorbeeld defensie, economie of arbeid, maar ook herstelbetalingen en krijgsgevangenen. Deze geallieerde commissie moest ervoor zorgen dat Oostenrijk zich hield aan de vredesvoorwaarden, niet weer bij Duitsland ging horen, een centrale administratie voor heel Oostenrijk oprichtten en dat er vrije verkiezingen kwamen voor een goede regering.
Op 9 juli 1945, vijf dagen na de eerste geallieerde controle-overeenkomst, werd de zone-overeenkomst getekend door alle geallieerde bezetters. Hierin werden de zones vastgelegd en werd er besloten om de binnenstad van Wenen niet te verdelen, maar er een intergeallieerde zone van te maken (Bezirke 1).
Op 11 juli 1945 kwam een verklaring waarin de raad de voorlopige regering van de eerste naoorlogse bondskanselier, Karl Renner, erkende. Op 20 oktober 1945 werd ook het bestuur van Oostenrijk overgedragen van de geallieerde raad aan de regering van Renner. Maar door het memorandum van de geallieerde raad kende deze regering nog wel wat beperkingen, want ze mocht alleen wetten aannemen als de geallieerde raad er unaniem mee zou instemmen. Ook moesten er eind 1945 vrije verkiezingen worden gehouden, zodat deze voorlopige regering van Renner dan vervangen zou worden door een gekozen regering. Deze verkiezingen vonden op 25 november 1945 plaats, waarna een katholiek-socialistische regering werd gevormd, de bondskanselier werd Leopold Figl, die drie kabinetten heeft gehad tot 1953. Figl werd opgevolgd door Julius Raab, die als bondskanselier aanbleef tot 11 april 1961.

### Tweede Geallieerde Controle-overeenkomst
Op 28 juni 1946 werd de tweede geallieerde controle-overeenkomst getekend (Zweite Kontrollabkommen). Hierbij kreeg de Oostenrijkse regering meer macht, omdat gewone wetten binnen 31 dagen goedgekeurd moesten worden door maar een van de geallieerden binnen de geallieerde raad. Alleen grondwetten moesten nog unaniem worden goedgekeurd. Eigenlijk was het de bedoeling dat deze tweede geallieerde controle-overeenkomst niet meer dan zes maanden van kracht zou zijn, maar ze is in werking geweest tot 27 juli 1955, de dag waarop Oostenrijks staatsverdrag in werking trad.

## Einde van de bezetting

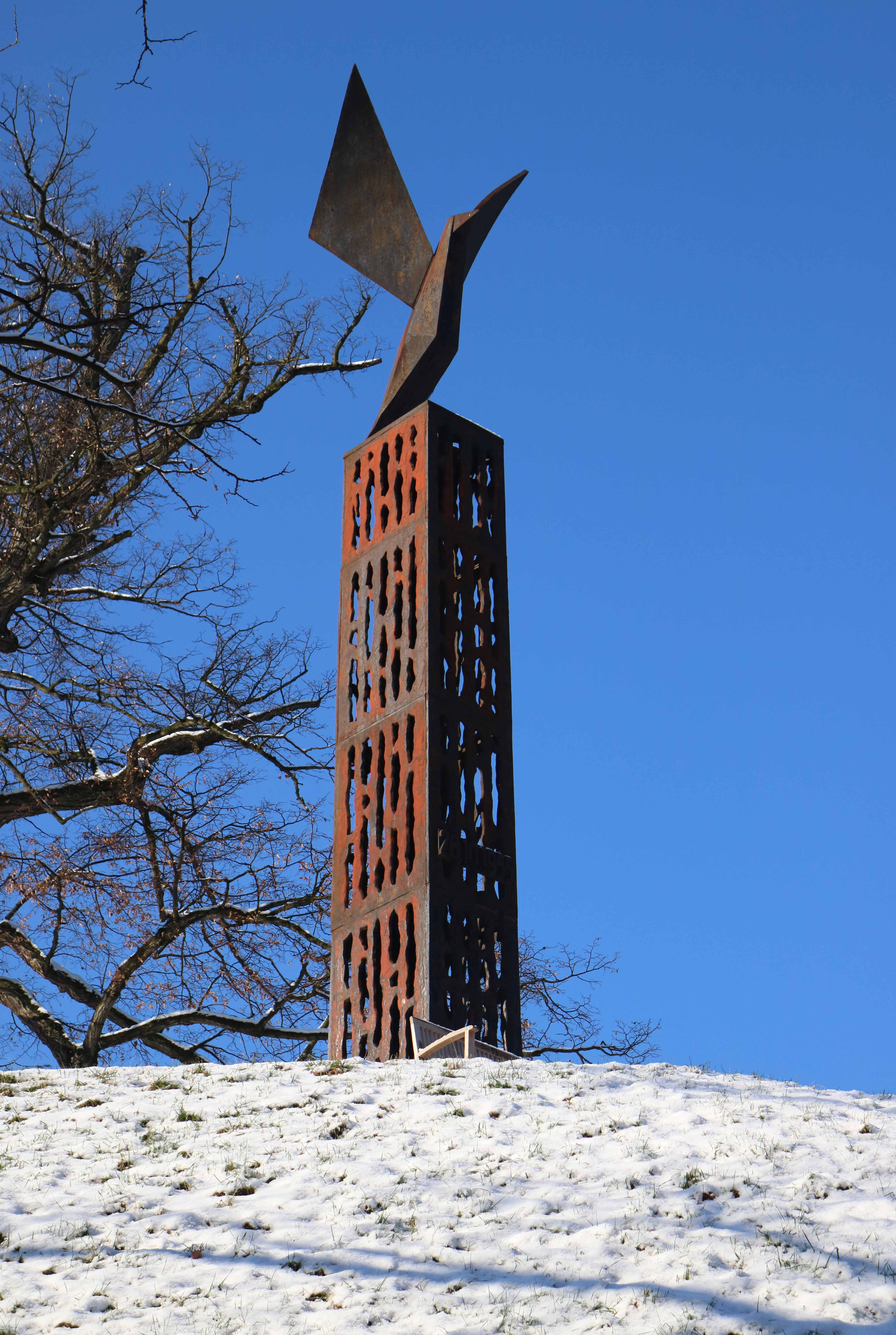
Freiheitsdenkmal in Graz

Vanaf 28 juni 1946 kreeg Oostenrijk meer bevoegdheden, maar onafhankelijk was het land hiermee nog lang niet.
Hervormingen in het bestuur van de geallieerden werden in 1953 zichtbaar. Zo werden de grensovergangen over de Enns en bij de Semmeringpas geopend, zodat treinen hier niet meer hoefden te wachten. Een nieuw Oostenrijks paspoort werd ingevoerd en de laatste distributiebonnen afgeschaft.
In april 1955 nodigde de Sovjet-Unie Oostenrijk uit om te komen onderhandelen over het Oostenrijks Staatsverdrag. Op 15 mei 1955 werd het Oostenrijks Staatsverdrag ondertekend door de ministers van buitenlandse zaken van de geallieerde mogendheden en Oostenrijk, waarna op 19 oktober de laatste Russen en op 25 oktober de laatste Britten het land verlieten. Een voorwaarde in het verdrag was dat Oostenrijk in de internationale verhoudingen neutraal bleef. Door het verdrag werd een permanente deling van Oostenrijk, zoals dat met Duitsland het geval was, afgewend. De neutraliteit werd in de grondwet van 26 oktober 1955 vastgelegd. Zesentwintig oktober is aangewezen als nationale feestdag.